# Krzysztof Komeda

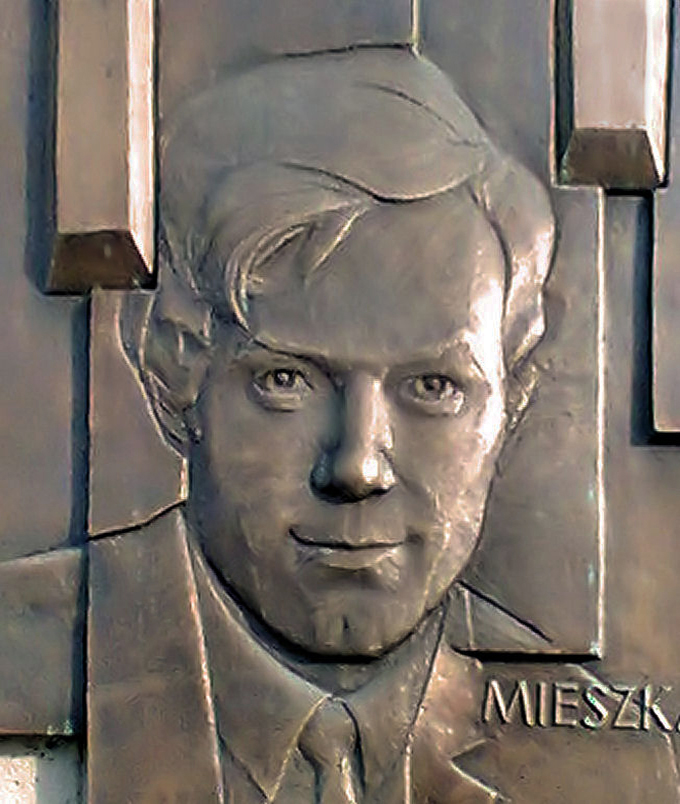
Porträtt av Christopher Komeda, Poznań

Krzysztof Komeda, född 27 april 1931 i Poznań, Polen, död 23 april 1969 i Warszawa, var en polsk jazzpianist och kompositör. Hans riktiga namn var Krzysztof Trzciński men han ska ha bytt sitt efternamn som en protest mot kommunismens negativa inställning till jazzen.
Komeda var utbildad specialistläkare i öron-näsa-hals-sjukdomar. 1956 gjorde han sin publika musikdebut på en liten jazzfestival i Sopot i Polen och den första skivinspelningen skedde 1960 tillsammans med Adam Skorupka och Andrzej Zielinski. Han besökte Skandinavien första gången 1960 och återkom sedan ofta bland annat för att spela på Gyllene Cirkeln i Stockholm och Montmartre jazz club i Köpenhamn. Följande år började han sitt långa samarbete med regissören Roman Polanski genom att skriva musiken till filmen Kniven i vattnet. Han kom att skriva mycket filmmusik, bland annat till den danske regissören Henning Carlsen och dennes film Sult efter Knut Hamsuns roman, men blev mest känd i filmsammanhang för samarbetet med Polanski och då främst för musiken till filmen Rosemary's Baby. 
Komeda dog 1969 efter en olycka under en av Polanskis filminspelningar.

## Filmmusik (urval)
- 1965 – Kattorna
- 1967 – Människor möts och ljuv musik uppstår i hjärtat